# Orthomene
Orthomene es un género con cuatro especies de plantas de flores perteneciente a la familia Menispermaceae. Nativo de América tropical.

## Especies seleccionadas
- Orthomene hirsuta
- Orthomene prancei
- Orthomene schomburgkii
- Orthomene verruculosa